# Friedrich Christian Boock
Friedrich Christian Boock (* 1. November 1767 in Windeby; † 9. Januar 1829 in Schleswig) war ein schleswig-holsteinischer Jurist und Gutsbesitzer zur Zeit des dänischen Gesamtstaates.

## Leben
Friedrich Christian Boock wurde als ältester Sohn des Meiereipächters Josias Boock (1739–1809) und der Christina Magdalena Boock, geb. Petersen, (1744–1787) geboren. Aufgrund der finanziellen Situation seiner Eltern konnte er lediglich die Dorfschule in Windeby besuchen und wurde, nach Beendigung der Schule, bei einem Rechtsgelehrten als Schreiberbursche eingestellt, aber bereits nach kurzer Zeit zum Schreiber befördert.
Mit einer Empfehlung seines Arbeitgebers erhielt er bei Christian Friedrich Rudolph Freiherrn [Baron] v. Geltingen (1764–1820) auf Gut Gelting im Kirchspiel Gelting eine Anstellung als Observationsverwalter von dessen Gütern und wurde von diesem kurz darauf zum Inspektor ernannt.
1795 entschloss er sich Jura zu studieren und nahm hierzu vorab Latein-Unterricht bei Pastor Christoph Georg Friederici (1773–1843) in Gelting. Anschließend begann er sein Studium der Rechtswissenschaften an der Universität Kiel. Professor Ludwig Albrecht Gottfried Schrader nahm ihn bei sich zu Hause auf und förderte ihn in seinem Studium. Im darauffolgenden Jahr 1796 besuchte er die Vorlesungen bei Professor Johann Stephan Pütter an der Universität Göttingen und bestand schließlich 1798 sein juristisches Examen auf Schloss Gottorf in Schleswig. 1798 wurde er zunächst zum Unter- und kurz darauf zum Obergerichtsadvokaten ernannt. 1799 veröffentlichte er seine erste und bekannteste Schrift Systematische Entwickelung [Entwicklung] der Lehre von der Enterbung.
1802 heiratete er die Witwe Margarethe Oelgaard Dreyer, geb. Plöhn (auch: Plön) (1764–1820), Besitzerin des adeligen Gutes Hohenlieth mit dem dazugehörigen Meierhof Hohenholm bei Holtsee. Von Hohenlieth aus war er als Sachverwalter überwiegend tätig; seine Advokatur betrieb er nur noch nebenbei. F. C. Boock fungierte auch als Gerichtshalter, der für die Gutsherren die Rechtspflege ausübte. Von 1807 bis zu seinem Tode brachte er es nach und nach auf zuletzt 12 Gerichtshalterschaften auf adeligen Gütern im Herzogtum Schleswig.
Nach dem Einmarsch der  Nordarmee im Sechsten Koalitionskrieg 1813 verließ Friedrich Christian Boock sein Gut und stellte sich an die Spitze einer Kommission zur Einrichtung eines Magazins für Lebensmittel und Fourage in Eckernförde, wodurch Plünderungen vermieden werden sollten. Nach dem Kieler Frieden am 14. Januar 1814 verpachtete er das Gut Hohenlieth schließlich, das in der Nähe des Schlachtfeldes der Schlacht bei Sehestedt zwischen Dänen und Schweden sehr gelitten hatte und zog mit seiner Familie nach Schleswig und war hier ab 1815 als Justitiar tätig. F. C. Boock war zeitweise auch Ältermann der allgemeinen adeligen Schleswig-Holsteinischen Brandgilde und bekleidete das Amt eines Sekretärs, also Geschäftsverwalters, dieser Institution. Auch in dieser Funktion genoss er hohes Ansehen.
Die 1805 geborene einzige ihn überlebende Tochter, Christine Louise Boock, heiratete 1826 in Schleswig den dänischen Kavallerieoffizier Frederik bzw. Friedrich/Fritz Emil (v.) Nissen, mit dem sie fünf Kinder hatte.

## Werke
- Systematische Entwickelung der Lehre von der Enterbung, oder Erörterung der Frage, in wie ferne die Befugniß eines Bürgers, die, durch das Gesetz des Staats eingeführte Erbfolge beliebig abzuändern, eingeschränckt sey? Nach Römisch-Justinianischem Recht. Ein Versuch von Friedrich Christian Boock, Advocaten in Schleswig, Schleswig 1799
- Aus der Amtszeit des Pastors Georg Ernst Friederici (* 1773, † 1843) in Karby (Schwansen). Reproduktion der Schrift von Friedrich Christian Boock: Geschichte des in dem Jahre 1814 an Jürgen Thies, weiland Insten zu Damp, begangenen Meuchel-Mordes, mit den Reden, welche bey der Hinrichtung der Missethäter gehalten worden sind, Schleswig 1817 [Teile I.-IV. Untersuchung des Falles bis zur Verurteilung und Bestrafung durch das Criminal-Gericht zu Damp; V. Geistliche Worte, gesprochen von Pastor G. Hansen, Sieseby, sowie VI. Rede vom Prediger zu Schwansen, Karby, G. E. Friederici]  Hierzu erschien eine Danksagung an den Hrn. Obergerichtsadvokaten Boock zu Schleswig wegen der Extrahierung der Fallgeschichte aus den Akten und Beifügung der Reden beider Prediger (Pastor Hansen zu Sieseby und Pastor Friederici zu Karby/Schwansen) in: G. P. Petersen (Hg., Prediger zu Lensahn in Holstein), Schleswig-Holstein-Lauenburgische Provinzialberichte. 1817. Der neuen Schl. Holst. Prov. Ber. Siebenter Jahrgang, Kiel 1817, S. 578.

## Prozeßakten
- Deductio des Advocaten Friedrich Christian Boock auf Hohenlied [Hohenlieth], in Vollmacht der verw. Frau v. Rumohr, geb. v. Dehn, auf Rundhof und Ostergaarde [Östergaard], wider die Hafener [Hufner] Henning Henningsen und Christian August Clementsen in Wippendorf, für sich und in Vollmacht mehrerer vormaligen leibeigenen Untergehörigen des Guts Rundhof, in pcto [puncto] diversorum passuum, Schleswig 1804
- Sammlung der Prozeßakten und Verhandlungen [zum Druck beförderte gerichtliche Streitschriften] der Jahre 1817–1826:
  - Der Gemeine [Gemeinde] Sörup gegen die von dem Prediger versuchte Wiedereinführung des Kornzehntens, Schleswig 1817
  - In Sachen der vormaligen Dienstboten des weiland Kammerherrn Rumohr, die von dessen Erbin verweigerte Bezahlung der Vermächtnisse betreffend, Schleswig 1817
  - Streitschrift, welche durch das von Ahlefeldtsche Familien-Fideicommiß, beim Mangel eines executoris zwischen den Enkeln des Stifters, dem Gläubiger des Fiduciarerben und dem Besitzer des adlichen Guts Damp veranlasst worden, Schleswig 1820 (3 Hefte.)
  - In Sachen der Kammerherrin v. Meerheimb und dem Bevollmächtigten des verstorbenen Baron von Geltingen, Schleswig 1821
  - In Concurssachen des Kammerherrn v. Neergaard, von den Landpächtern der adlichen Güter Warleberg und Rathmannsdorf prätendirte Vergütung der aufgewandten Baukosten betreffend, Schleswig 1826 (Revidirt.) [Revidiert]

## Eingang Friedrich Christian Boocks in Lexika
- Georg Christoph Hamberger und Johann Georg Meusel: Das Gelehrte Teutschland oder Lexikon der jetzt lebenden teutschen Schriftsteller, Zwölfter Band, Fünfte, durchaus vermehrte und verbesserte Ausgabe, Lemgo 1806. S. 185 benennt Boock unter der Rubrik „Juristische Schriftsteller“. Ein Beitrag zu Boock findet sich laut dem Eintrag unter V. Allgemeines Register über das ganze Werk (S. 423) bei IX.120., also im neunten Band, S. 120.
- Bernhard Friedrich Voigt: Gelehrtenlexikon Neuer Nekrolog der Deutschen, Siebenter Jahrgang 1829, Erster Theil, Ilmenau 1831, S. 73–75.
- Christian Gottlob Kayser: Index Locupletissimus Librorum qui inde ab anno MCCCL usque aD annum MDCCCXXXII in Germania et in terris confibus prodierunt. Vollständiges Bücher-Lexicon - enthaltend alle von 1750 bis zu Ende des Jahres 1832 in Deutschland und in den angrenzenden Ländern gedruckten Bücher, Erster Theil A-G, Leipzig 1834. F. C. Boocks „Systematische Entwickelung der Lehre von der Enterbung“ (1799) auf S. 314 verzeichnet.
- Walther Killy (Hg.): Deutsche Biographische Enzyklopädie (DBE), Bd. 2, Bohacz-Ebhardt, Lizenzausgabe für die Wissenschaftliche Buchgesellschaft Darmstadt, München 1995, S. 23.